# Edward Luttwak
Edward Nicolae Luttwak, född 4 november 1942 i Arad i Rumänien, är en rumänsk-amerikansk statsvetare känd för sina böcker och artiklar om strategi, militärhistoria och internationell politik.
Luttwak är bland annat känd för att ha skrivit Coup d'État: A Practical Handbook.